# Alirón

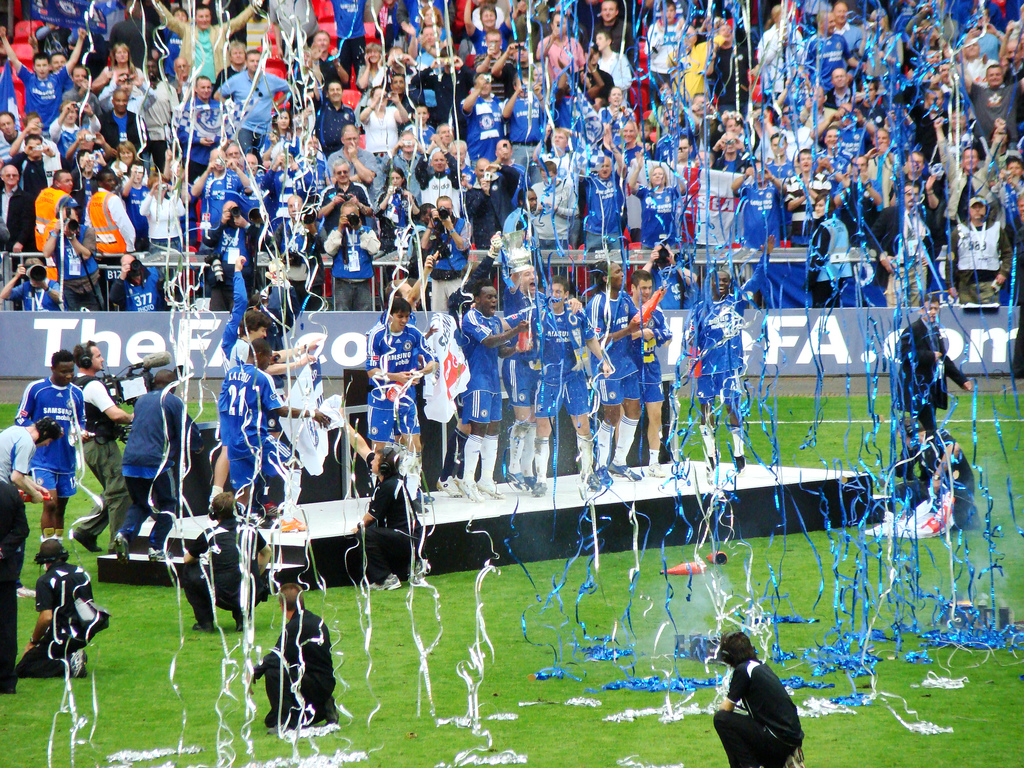
Celebración de una victoria.

Alirón es una expresión utilizada para manifestar de manera eufórica un objetivo conseguido, especialmente en el terreno deportivo. 

## Etimología discutida
Existe una versión del origen de la palabra según la cual surgió a finales del siglo XIX. Una empresa inglesa que realizaba la explotación de hierro en la localidad vizcaína de Ortuella, en la cual los mineros cobraban en función de la pureza del hierro que extraían, cuando esto ocurría el jefe inglés de la cuadrilla colgaba un cartel en la puerta de la mina que decía: all iron. Esto quería decir que la paga era doble y los mineros gritaban al unísono: "¡alirón, alirón!" y según se dice entonces cobraban más y tenían motivos para celebrar.
En la misma línea pero con algunas variaciones, otra versión sitúa el origen de la palabra en la localidad de Musques. Al parecer, cuando los trabajadores encontraban franjas compuestas única y exclusivamente por hierro las marcaban con tiza escribiendo “All iron”, que en inglés significa “Todo hierro”. Al leer la leyenda, el boca a oído entre todos los trabajadores era constante y todos comenzaban a cantar “All Iron”, pues significaba que iban a recibir una paga extra por dicho descubrimiento.
Varios autores señalan que la cupletista de principios del siglo XX Teresita Zazá usó el término en una canción que celebraba las victorias del Athletic de Bilbao. Según la historiografía popular, el 29 de diciembre de 1913 unos aficionados del Athletic que estaban exultantes por la buena temporada del equipo acudieron al Salón Vizcaya, un cabaret actualmente desaparecido situado en la calle San Francisco en los números 40 y 42. En su recital, la cupletista cantó la canción que decía: 'En Madrid se ha puesto en moda la canción del 'Alirón',/y no hay nadie en los madriles que no sepa esta canción,/y las niñas ya no entregan a un galán su corazón,/si no sabe enamorarlas al compás del alirón. Alirón, alirón, alirón pom, pom, pom...'. De forma espontánea, los hinchas aportaron un final alternativo: "Alirón, alirón, el Athletic, campeón", y desde entonces la expresión se usa con frecuencia en Bilbao y el País Vasco ligada en canciones a los triunfos del Athletic.
Por su parte, la Real Academia Española incluyó la palabra alirón en su Diccionario de la lengua española en vigesimosegunda edición, publicada en 2001. En aquella edición señalaba que el origen etimológico de la palabra "alirón" reside en el arabismo al’il‘lān (‘proclamación’), en consonancia con lo que ya indicaba Federico Corriente en la entrada lailan de su Diccionario de arabismos y voces afines en iberorromance.
Sin embargo, en la siguiente edición del Diccionario, la de 2014, se eliminó esta explicación señalando únicamente que se trata de una expresión «de origen desconocido».
En la última edición del DLE la RAE indica que la etimología de esta palabra es discutida.